# Igor Grabar
Igor Emmanuilovič Grabar (Игорь Эммануилович Грабарь, 25. března 1871 Budapešť – 16. května 1960 Moskva) byl ruský postimpresionistický malíř, vydavatel, restaurátor, politik a historik umění. Byl potomkem bohaté rusínské rodiny a malbu studoval u Ilji Repina v Petrohradu a Antona Ažbeho v Mnichově. Svého malířského vrcholu dosáhl v letech 1903–1907; jeho styl byl pozoruhodný pro zvláštní divizionistickou techniku malířství hraničící s pointilismem a svým ztvárněním sněhu.
Koncem 90. let 19. století se Grabar prosadil jako umělecký kritik. V roce 1902 se připojil ke skupině kolem časopisu Mir iskusstva, i když jeho vztahy s jejími vůdci Sergejem Ďagilevem a Mstislavem Dobužinským nebyly zdaleka přátelské. V letech 1910–1915 Grabar editoval a publikoval své opus magnum, Dějiny ruského umění. K práci na něm shromáždil nejlepší umělce a kritiky té doby; Grabar sám napsal hesla o architektuře, v nichž ustavil nebývale vysoký standard porozumění a prezentace předmětu. Současně napsal a publikoval sérii knih o současných a dřívějších ruských malířích. V roce 1913 byl jmenován výkonným ředitelem Treťjakovské galerie a zahájil ambiciózní reformní program, který prováděl až do roku 1926. Sbírku galerie rozšířil o moderní umění a v roce 1917 vydal její první ucelený katalog. V roce 1921 se Grabar stal prvním profesorem restaurování umění na Moskevské státní univerzitě.
Grabar byl také zkušený a protřelý politik a zůstal až do své smrti na vrcholu sovětského uměleckého světa, s výjimkou krátkého dobrovolného odchodu na penzi v letech 1933–1937. V letech 1918–1930 a 1944–1960 řídil umělecké restaurátorské dílny (dnešní Grabarovo centrum). Grabar se aktivně podílel na redistribuci církevního umění znárodněného bolševiky a založil nová muzea pro zabavené poklady. V roce 1943 formuloval sovětskou doktrínu náhrady ztrát z druhé světové války uměním ukořistěným v Německu. Po válce osobně radil Josefu Stalinovi ohledně ochrany architektonického dědictví.